# Bollywood Film
Bollywood Film (prescurtat BO Film) este un canal de televiziune care difuzează filme indiene.
În urma unui rebrand în anul 2014, Bollywood TV a devenit Bollywood Film iar Bollyshow a devenit Bollywood TV.
Fața de surorile ei, în urma rebrandului din 2014 Bollywood Clasic si Bollywood HD și-au păstrat numele, doar sigla au schimbat-o.